# Famille Dapples
La famille Dapples est une famille vaudoise, probablement originaire d'Apples.

## Origines
Elle est mentionnée à Vufflens-le-Château à la fin du XVe siècle, puis s'est établie avant 1596 à Bremblens et Morges. Elle a obtenu la citoyenneté de Lausanne en 1603.
Parmi ses membres, on compte de nombreux médecins et pasteurs réformés, ainsi que plusieurs personnalités ayant exercé des fonctions politiques et académiques à Lausanne et dans le canton de Vaud.

## Branche italienne
En 1820, une branche de la famille suisse Dapples, francophone et protestante, s'installa à Gênes pour développer ses activités économiques, en profitant des opportunités offertes par le contexte ligurien de l'époque.

## Dapples & C.
Dans les années 1840, la famille Dapples figurait parmi les actionnaires de la Banque de Gênes, puis de la Banque nationale des États sardes. À travers la société Dapples & C., la famille diversifia ses investissements dans des secteurs stratégiques tels que la banque, l'industrie minière et navale, constituant un portefeuille important de participations.
Cependant, en avril 1888, l'entreprise fut contrainte de suspendre ses paiements et d'entamer une procédure de liquidation.

## La "Petite Suisse" du Mugello

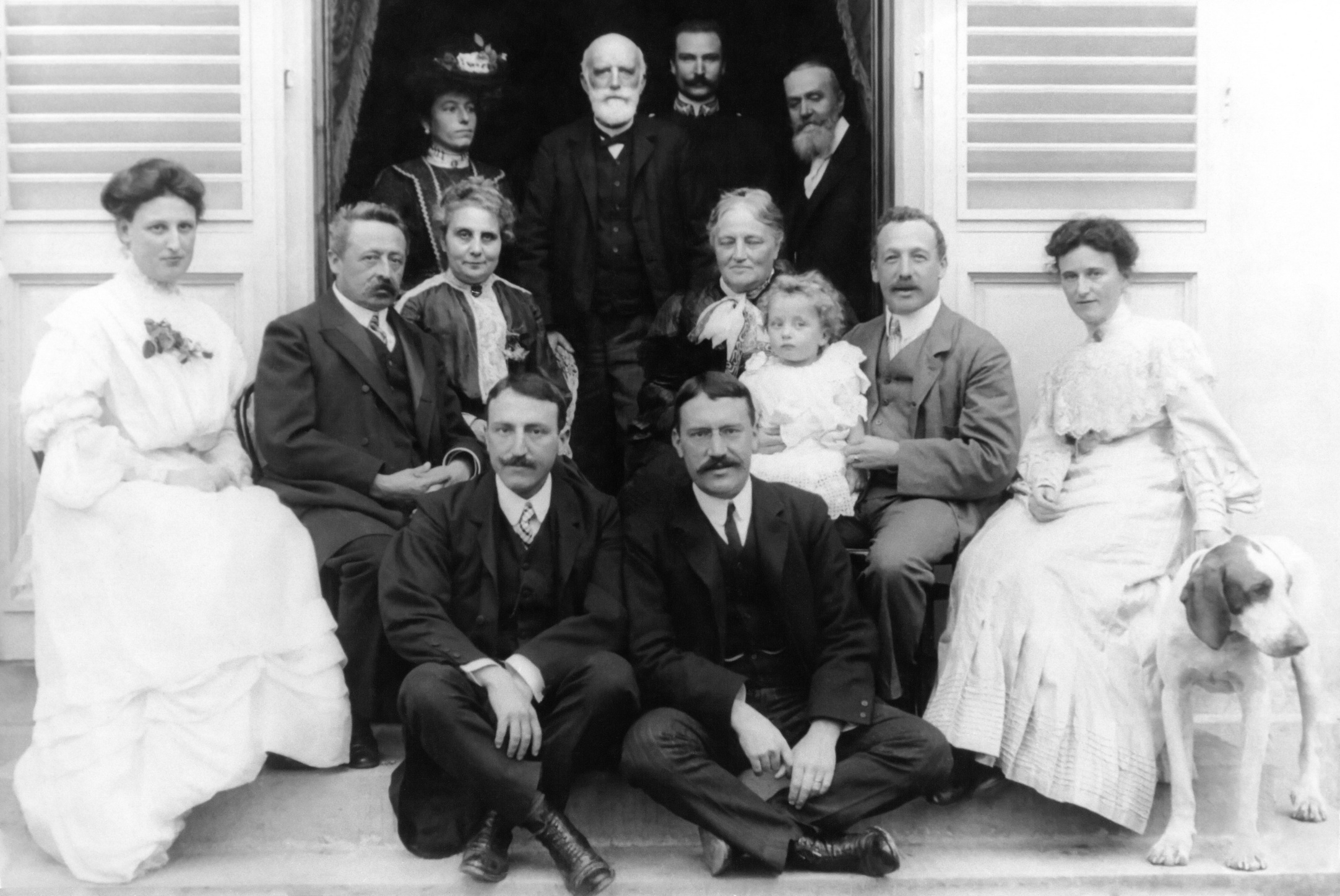
La famille Dapples à la villa de Grezzano, Toscane (1904). Au centre Edmond Dapples, tandis assis au sol se trouvent Henri Dapples (à gauche) et Louis Dapples (à droite). Elvire Dapples est la dernière à gauche, assise sur la chaise.

À la fin du XIXe et au début du XXe siècle, la famille Dapples établit une forte présence à Grezzano, aujourd’hui une fraction de la commune de Borgo San Lorenzo, dans la région du Mugello en Toscane. Cette zone fut surnommée la "Petite Suisse du Mugello", en raison de l'influence des familles suisses qui s'y installèrent et contribuèrent au développement agricole et forestier. Cette connexion commença avec Edmond Dapples, qui acheta en 1880 la Villa Dapples, la transformant en un centre d’innovation agricole et sylvicole. Afin d'étendre les activités entrepreneuriales de la famille, Edmond invita ses neveux, Henri Dapples et Louis Dapples, à le rejoindre pour développer de nouvelles initiatives dans la région.
Henri Dapples joua un rôle particulièrement actif à Grezzano, où Edmond lui offrit la Villa al Monte, qui devint le centre de sa vie en Toscane. Louis Dapples, quant à lui, ne passa que peu de temps à Grezzano avant d’entamer la carrière qui le mènerait à devenir PDG de Nestlé. Cependant, durant son séjour, il contribua à préserver la mémoire familiale en recueillant des albums photographiques documentant la vie à Grezzano, aujourd’hui conservés au Musée Casa d’Erci.
Après le décès d'Edmond, sa fille Elvire Dapples continua à gérer le domaine jusqu’en 1958, maintenant la présence de la famille à Grezzano jusqu'à sa mort. Parmi les initiatives de la famille Dapples figuraient des projets de reforestation, visant à lutter contre l'érosion des sols et à améliorer la gestion du territoire. Ces efforts posèrent les bases d’une gestion forestière durable et influencèrent les programmes de reforestation d'après-guerre, visant à restaurer les zones boisées dévastées par la déforestation militaire le long de la Ligne gothique.
Aujourd’hui, l’héritage de la famille Dapples demeure profondément ancré à Grezzano, avec des documents historiques et des artefacts témoignant de leur contribution au développement agricole et environnemental de la région.

## Personnalités

### Branche du canton de Vaud
- Édouard Dapples (1807–1887), homme politique, maire de Lausanne, membre du Grand Conseil de Vaud, du Conseil national et président du Conseil national.
- Sylvius Dapples (1798–1870), homme politique, membre du Grand Conseil de Vaud et du Conseil d'État.
- Ernest Dapples (1836-1895), ingénieur suisse.

### Branche italienne
- Louis Dapples (1867–1937), dirigeant, président du conseil d'administration de Nestlé.
- Henri Arthur Dapples (1871-1920), agronome, né à Gênes, fut l'un des premiers joueurs du Genoa Cricket and Football Club, participant aux premiers championnats de football italiens et remportant cinq titres. En 1903, il mit en jeu le trophée de la "Palla Dapples". Par la suite, il s'installa à Grezzano, où il fonda une ferme innovante[3].